# حقوق الإنسان في جمهورية الكونغو الديمقراطية
في جميع مناطق جمهورية الكونغو الديمقراطية، بقي سجل حقوق الإنسان سيئًا إلى حد كبير، وارتُكبت مجموعة من الانتهاكات الجسيمة. تزايدت خلال العام عمليات القتل غير المشروع والاختفاء القسري (الاختطاف) والتعذيب والاغتصاب والاعتقال التعسفي على أيدي قوات الأمن، ولم تتخذ الحكومة الانتقالية إجراءات كافية لمعاقبة مرتكبي هذه الجرائم. من المشاكل الخطيرة الأخرى التي كانت شائعة: الظروف القاسية والمهددة للحياة في السجون ومراكز الاعتقال؛ والاعتقال المطول قبل المحاكمة؛ وعدم وجود سلطة قضائية مستقلة وفعالة؛ والتدخل التعسفي في الخصوصية والأسرة والمنزل. واصلت قوات الأمن تجنيد الأطفال والاحتفاظ بهم وإرغام البالغين والأطفال على العمل القسري.
استمروا أيضًا في انتهاك حرية الصحافة، لا سيما خلال الحملة الانتخابية. خلال هذه الحملة، روجت محطات إذاعية يملكها نائب الرئيس السابق، جان بيير بيمبا، للكراهية العرقية. استمرت الحكومة الانتقالية بتقييد حرية التجمع والتنقل. ظل الفساد الحكومي متفشيًا؛ وقيدت قوات الأمن المنظمات غير الحكومية. بالإضافة إلى ذلك، استمر تفشي التمييز المجتمعي ضد النساء والأقليات العرقية، والاتجار بالبشر، وعمالة الأطفال، ونقص إجراءات حماية حقوق العمال في جميع أنحاء البلاد.
واصلت الجماعات المسلحة ارتكاب العديد من الانتهاكات الجسيمة -والتي اعتُبر بعضها جرائم حرب- بما في ذلك القتل غير المشروع، والاختفاء القسري، والتعذيب. عملوا أيضًا على تجنيد الأطفال والاحتفاظ بهم، وإجبارهم على العمل القسري، وارتكبوا انتهاكات جنسية خطيرة وغيرها من جرائم الحرب المحتملة.
كان هناك تحسن كبير في مجال واحد: أجرت الدولة أول انتخابات وطنية ديمقراطية منذ أكثر من 40 عامًا. شارك في الجولة الأولى من الانتخابات أكثر من 70% من الناخبين المسجلين، وشارك أكثر من 65% منهم في الجولة الثانية. تولت جمعية جمهورية الكونغو الديمقراطية الوطنية المنتخبة بشكل حر السلطة في 24 سبتمبر. بالإضافة إلى ذلك، دعمت الحكومة الانتقالية خلال العام عمليات مقاضاة مرتكبي الانتهاكات الجسيمة لحقوق الإنسان. أحالت زعيم ميليشيا سابق إلى المحكمة الجنائية الدولية لمواجهة تهم تجنيد الأطفال، وحكمت محكمة عسكرية على سبعة جنود بالسجن المؤبد لارتكابهم جرائم ضد الإنسانية.

## احترام نزاهة الفرد

### الحرمان التعسفي أو غير المشروع من الحياة
ارتكبت قوات الأمن التابعة للحكومة الانتقالية العديد من عمليات القتل غير الشرعي وأفلتت من العقاب. بحسب بعثة منظمة الأمم المتحدة لتحقيق الاستقرار في جمهورية الكونغو الديمقراطية، ارتكبت القوات المسلحة لجمهورية الكونغو الديمقراطية والشرطة الوطنية ثلثي عمليات القتل غير المشروع في البلاد. خلال الأشهر الستة الأولى من العام، زُعم أن أفراد القوات المسلحة لجمهورية الكونغو الديمقراطية قتلوا أكثر من 50 مدنيًا، وزُعم أن ضباط الشرطة الوطنية قتلوا 10 أشخاص على الأقل.
أعدمت قوات الأمن التابعة للحكومة الانتقالية المدنيين تعسفًا، غالبًا بسبب رفضهم تسليم ممتلكاتهم أو الخضوع للاغتصاب.
في 22 يناير في كاغابا، منطقة إيتوري، قيل إن جنود القوات المسلحة لجمهورية الكونغو الديمقراطية من اللواءين الرابع والسادس المدمجين أطلقوا النار على عدة مدنيين، ما أسفر عن مقتل سبعة رجال وأربع نساء وطفلين وإصابة اثنين آخرين أثناء حضورهم قداس الأحد. لم تتُخذ أي إجراءات ضد الجنود.
في 26 يونيو، قتل قائد في القوات المسلحة لجمهورية الكونغو الديمقراطية في كونغولو، بمقاطعة تنجانيقا، عضوًا في اتحاد الشركات الكونغولية بعد أن رفض الضحية دفع الأموال التي طلبها القائد لشراء دراجة نارية.
في بوتيمبو، مقاطعة كيفو الشمالية، في 18 يوليو، زُعم أن جنود القوات المسلحة لجمهورية الكونغو الديمقراطية من اللواء الثاني المدمج قتلوا مدنيًا حاول مع آخرين منع الجنود من ابتزاز الأموال منهم.
في فاتاكي بمقاطعة إيتوري، أطلق جندي من القوات المسلحة لجمهورية الكونغو الديمقراطية، وهو ثمل، النار وقتل اثنين من موظفي الانتخابات أثناء فرز الأصوات في 30 أكتوبر، ودمرت عائلات الضحيتين جزءًا من تسعة مراكز اقتراع انتقامًا لهما. حكمت محكمة عسكرية على الجندي بالإعدام.
قتلت قوات الأمن التابعة للحكومة الانتقالية المشتبه بهم عند القبض عليهم أو أثناء اعتقالهم.

### الاختفاء القسري
لم ترد تقارير مؤكدة عن عمليات خطف أجرتها القوات الحكومية لدوافع سياسية. مع ذلك، زُعم أن قوات الأمن اختطفت مدنيين خلال العام. وفقًا لبعثة منظمة الأمم المتحدة لتحقيق الاستقرار في جمهورية الكونغو الديمقراطية، اختطف جنود القوات المسلحة لجمهورية الكونغو الديمقراطية أربعة مدنيين من كاجابا، مقاطعة إيتوري في أوائل شهر مارس وقتلوهم فيما بعد. بالإضافة إلى ذلك، اغتصب الجنود عدة نساء وسحبوا سيدة تبلغ من العمر 74 عاما لمسافة تزيد عن 100 ياردة على الأرض. لم ترد تقارير عن اتخاذ السلطات أي إجراءات ضد الجنود المتهمين.
اختطفت الجماعات المسلحة التي تعمل باستقلال عن الحكومة العديد من الأشخاص، غالبًا للعمل القسري أو الخدمة العسكرية أو الخدمات الجنسية. اختفى العديد من هؤلاء الضحايا.
التعذيب وغيره من طرق المعاملة أو العقوبات القاسية أو اللاإنسانية أو المهينة
في 12 يونيو، أصدرت الحكومة الانتقالية قانونًا جديدًا يجرم التعذيب؛ لكن خلال العام، واصلت الأجهزة الأمنية تعذيب المدنيين، لا سيما المعتقلين والسجناء. وردت أنباء غير مؤكدة عن قيام أفراد من الأجهزة الأمنية بتعذيب المدنيين أو الإساءة إليهم لتسوية نزاعات شخصية. لم تتخذ السلطات أي إجراء واضح ضد الجنود الذين ارتكبوا هذه الانتهاكات بحلول نهاية العام.
زُعم أن جنود القوات المسلحة لجمهورية الكونغو الديمقراطية عذبوا حفار الماس في مبوجي-مايي، في مقاطعة كاساي الشرقية في 13 مارس. أخذ ثلاثة جنود الحفار إلى زنزانة، وعلقوه رأسًا على عقب من عمود مكهرب، وضربوه لمدة ساعتين ليقر بأسماء مجموعات عسكرية سابقة كانت تعمل بشكل غير قانوني للحصول على رخصة امتياز لمنجم باكوانجا الماسي شبه الحكومي.
اعتقلت قوات الحرس الجمهوري وعذبت 84 صيادًا في مقاطعة إكواتور في 24 أغسطس. ذُكر أن الجنود جردوا الرجال من ملابسهم وداسوا عليهم وضربوهم قبل حبسهم في زنزانة تحت الأرض في ظروف غير إنسانية لمدة ثلاثة أيام. بالإضافة إلى ذلك، صادروا بطاقات اقتراع الصيادين.

### أوضاع السجون ومراكز الاعتقال
كانت الظروف في معظم السجون الكبرى قاسية ومهددة للحياة. توفي خلال العام عدد غير معروف من الأشخاص في السجون بسبب الإهمال، أشارت تقارير بعثة منظمة الأمم المتحدة في جمهورية الكونغو الديمقراطية إلى وفاة شخص واحد على الأقل كل شهر في سجون البلاد. ظل نظام العقوبات يعاني من نقص حاد في الأموال، وكانت معظم السجون شديدة الاكتظاظ، أو في حالة سيئة تحتاج إلى إصلاحات، أو تفتقر إلى مرافق الصرف الصحي، أو غير مصممة بشكل مناسب لاستخدامها كمرافق اعتقال. كانت الرعاية الصحية والطبية غير كافية، وتفشت الأمراض المعدية. في حالات نادرة، قدم أطباء السجن الرعاية؛ ومع ذلك، كانوا يفتقرون في كثير من الأحيان إلى الأدوية والإمدادات اللازمة.
في معظم السجون، لم تقدم الحكومة الطعام لسنوات عديدة. مات كثير من السجناء جوعًا. ظل الطعام غير كافٍ وانتشرت حالات سوء التغذية. بشكل عام، كانت عائلات السجناء وأصدقائهم المصدر الوحيد للطعام والضروريات الأخرى. كان السجناء الذين ليس لديهم من يزودهم بالطعام معرضين للخطر بشكل خاص. أفادت منظمات غير حكومية محلية أن السلطات قامت أحيانًا بنقل السجناء دون إخبار عائلاتهم، ما جعل توفير الطعام أمرًا صعبًا أو مستحيلًا. في معظم الأحيان، كان موظفو السجون يجبرون أفراد الأسرة على دفع رشاوى لإحضار الطعام للسجناء.